# 圣埃莱娜 (洛泽尔省)
圣埃莱娜（法語：Sainte-Hélène，法語發音：[sɛ̃t elɛn] ⓘ）是法国洛泽尔省的一个市镇，属于芒德区。

## 地理
圣埃莱娜（44°31'9"N, 3°36'10"E）面积6.73 平方千米，位于法国奧克西塔尼大區洛泽尔省，该省份为法国南部内陆省份，北起上盧瓦爾省和康塔爾省，西接阿韦龙省，南至加尔省，东临阿尔代什省。
与圣埃莱娜接壤的市镇（或旧市镇、城区）包括：珀卢斯、沙德内、拉尼埃若尔、巴达鲁。

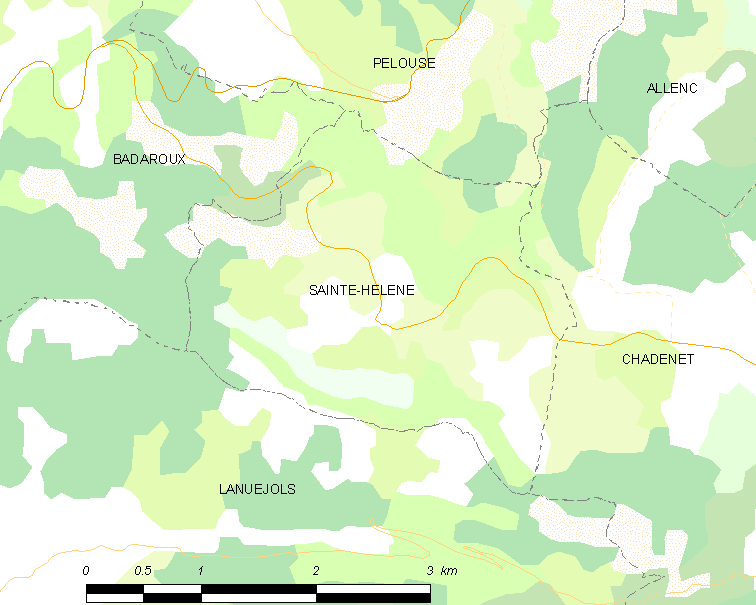
的OSM定位图

圣埃莱娜的时区为UTC+01:00、UTC+02:00（夏令时）。

## 行政
圣埃莱娜的邮政编码为48190，INSEE市镇编码为48157。

## 政治
圣埃莱娜所属的省级选区为格朗里约县。

## 人口

1962-2008年间人口变化图示

圣埃莱娜于2022年1月1日时的人口数量为97人。